# 12811 Рігоністерн
12811 Рігоністерн (12811 Rigonistern) — астероїд головного поясу, відкритий 14 лютого 1996 року.
Тіссеранів параметр щодо Юпітера — 3,587.
Названо на честь Маріо Рігоні Стерна (італ. Mario Rigoni Stern; 1921—2008) — італійського письменника та журналіста.